# Ligne C du métro de Lyon
Pour les articles homonymes, voir Ligne C.
La ligne C du métro de Lyon est une ligne du réseau métropolitain de Lyon. Cette troisième ligne, dont le premier tronçon a été ouvert en 1974, relie aujourd'hui la station Hôtel de Ville - Louis Pradel au cœur de Lyon, au sud, à la station Cuire, au nord. Avec une longueur de 2,435 km, elle est la ligne la plus courte du réseau.
Empruntant le tracé d'un ancien funiculaire transformé, elle présente la particularité – cas unique au monde pour un métro – de posséder une crémaillère sur une partie de son parcours, en raison de la forte déclivité, qui atteint 17,6 %.

## Histoire

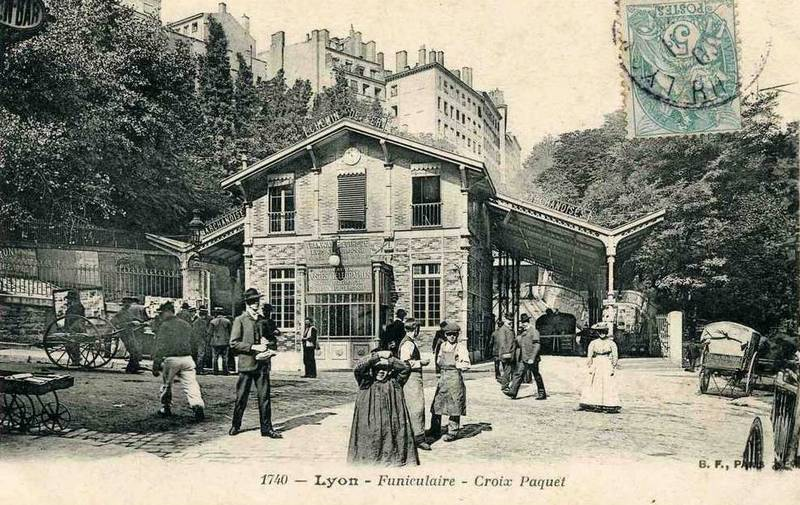
Station Croix-Paquet du funiculaire.

### Chronologie
- Du 12 avril 1891 au 2 juillet 1972, exploitation entre Croix-Paquet et Croix-Rousse sous forme de funiculaire ;
- Le 9 décembre 1974, mise en service de la ligne C du métro entre Croix-Paquet et Croix-Rousse ;
- Le 2 mai 1978, mise en service du prolongement de Croix-Paquet à Hôtel de Ville - Louis Pradel ;
- Le 8 décembre 1984, prolongement de Croix-Rousse à Cuire.

### Avant le métro: la «ficelle» de Croix-Paquet
En 1891, la Compagnie du chemin de fer de Croix-Paquet à la Croix-Rousse met en service le funiculaire Croix Paquet - Croix-Rousse.
La « ficelle » initialement équipée de treuils à vapeur est électrifiée en 1908, puis intégrée à l'OTL, qui deviendront les TCL.
Alors que le funiculaire de la rue Terme est démantelé en 1967, celui de Croix-Paquet est conservé mais est à bout de souffle.
Lors des études pour la construction du métro, il est jugé idéalement placé pour constituer une antenne vers la Croix-Rousse. La « ficelle » de Croix-Paquet est arrêtée le 2 juillet 1972 pour les travaux.

### Du funiculaire au métro à crémaillère
La transformation en métro passe nécessairement par l'équipement de la ligne avec une crémaillère : la rampe de 17,5 % est beaucoup trop raide pour un matériel sur fer classique ou même sur pneus.
Elle est séparée en deux opérations : la transformation proprement dite de la ligne existante et le prolongement à Hôtel de Ville - Louis Pradel pour donner correspondance à la ligne A ; l'ampleur du chantier de la deuxième nécessite des travaux plus importants et donc plus longs.
Les travaux durent un peu plus de deux ans. Si le génie civil (le tunnel et le bâtiment de Croix-Paquet) est conservé, la ligne est totalement reconstruite, avec une voie nouvelle équipée d'une crémaillère Von-Roll. Elle est électrifiée par un fil de contact (LAC) similaire à ceux des tramways. Un micro-atelier pour l'entretien du matériel roulant est installé dans un petit bâtiment juxtaposé à la station Croix-Paquet et embranché sur voie principale à l'entrée du tunnel.
Ainsi équipée, le 9 décembre 1974, la première ligne du réseau métro de Lyon (déjà nommée ligne C) entre en service.
Pendant ce temps, des travaux beaucoup plus lourds continuent : le percement d'un tunnel entre Croix-Paquet et Hôtel de Ville - Louis Pradel, puis l'équipement ferroviaire ; la station Croix-Paquet doit être adaptée pour intégrer le débouché du tunnel avec deux voies de passage et des quais latéraux. La station Hôtel de Ville est implantée en dessous de celle de la ligne A, décalée dans son prolongement vers le nord, ce qui permet une bonne correspondance.
La nouvelle ligne, établie en tunnel (sauf à Croix-Paquet), est intégrée au reste du réseau lors de l'ouverture des lignes A et B en 1978.

### Plus loin sur le Plateau
L'emprise de l'ancienne voie ferrée Lyon-Croix-Rousse - Sathonay - Trévoux, désaffectée depuis 1975, offrait une possibilité de prolongement vers le nord à travers le quartier du Plateau de la Croix-Rousse. Cependant, la faible capacité de la ligne C faisait craindre sa saturation en cas d'extension. Par conséquent, la SEMALY recommande de ne prolonger la ligne que d'une seule station jusqu'à la rue Hénon. Frédéric Dugoujon, alors maire de Caluire-et-Cuire, parvient cependant à manœuvrer pour desservir sa commune : arguant qu'une section de voie supplémentaire est de toute façon prévue pour rejoindre le nouvel atelier, il obtient que celle-ci soit prolongée de quelques centaines de mètres pour y aménager une station.
La ligne est prolongée jusqu'au niveau de l'ancienne gare de Cuire le 8 décembre 1984, jour de la Fête des Lumières ; deux nouvelles stations ouvrent pour l'occasion : Hénon et Cuire.
Cette dernière, comme la station Charpennes - Charles Hernu pour la ligne B possède un quai commun pour la descente et la montée des voyageurs. Cette disposition devait réserver la possibilité d'aller au-delà vers le centre de Caluire voire Sathonay.
Cette section qui ne comporte pas de rampes particulières a été construite en tranchée couverte et « en adhérence » : la voie est classique, sans crémaillère. Ce prolongement a été l'occasion d'une opération d'urbanisme avec l'ouverture du boulevard des Canuts sous lequel se trouve la ligne.
Le 9 décembre 2024, la ligne fête ses 50 ans et à cette occasion, les rames et les stations sont décorées jusqu'au 9 décembre 2025.

## Tracé et stations

Tracé géographique de la ligne C.

La ligne C du métro de Lyon a un tracé orienté globalement nord-sud. Bien qu'assez courte, elle comprend quelques sections sinueuses, afin d'établir la jonction avec la ligne A, l'ancien funiculaire et le tracé de l'ancienne ligne de la Croix-Rousse.
La ligne a son origine à la station Hôtel de Ville - Louis Pradel située en dessous de la ligne A.
La ligne, établie en tunnel profond, monte par un tracé sinueux pour rejoindre la station Croix-Paquet établie à ciel ouvert et datant de l'ancien funiculaire. Pénétrant dans un tunnel, la ligne monte en ligne droite vers la Croix-Rousse.
Elle passe sur le site de la gare haute de l'ancien funiculaire, puis effectue une courbe sur la gauche pour atteindre la station Croix-Rousse établie dans l'axe du boulevard de la Croix-Rousse.
Après avoir quitté la crémaillère et franchi une courbe serrée à droite puis à gauche, la ligne effectue jusqu'à son terminus une grande courbe correspondant au tracé de l'ancienne ligne de la Croix-Rousse à Sathonay.
Établie en souterrain sous le boulevard des Canuts, la ligne au-delà de la station Hénon, émerge pour venir longer les ateliers d'Hénon et traverser la rue de Cuire par un pont jumelé à celui du boulevard des Canuts.
La ligne retrouve le niveau de l'ancienne plateforme avant d'arriver au terminus : cette disposition devant permettre un prolongement ultérieur au nord. La station Cuire est à voie et quai uniques, au sud de la place Jules Ferry.

### Liste des stations
Les stations de métro de la ligne sont présentées du sud au nord :
|  |   |  | Stations                      | Lat./Long.                  | Communes desservies | Correspondances            |
|  | - |  | ----------------------------- | --------------------------- | ------------------- | -------------------------- |
|  | ■ |  | Hôtel de Ville - Louis Pradel | 45° 46′ 04″ N, 4° 50′ 10″ E | Lyon 1er            | , 59 , Cars Région A32 A71 |
|  | • |  | Croix-Paquet                  | 45° 46′ 15″ N, 4° 50′ 11″ E | Lyon 1er            |                            |
|  | • |  | Croix-Rousse                  | 45° 46′ 28″ N, 4° 49′ 55″ E | Lyon 1er et Lyon 4e | , S4a S4b                  |
|  | • |  | Hénon                         | 45° 46′ 47″ N, 4° 49′ 39″ E | Lyon 4e             | S4a S4b                    |
|  | ■ |  | Cuire                         | 45° 47′ 07″ N, 4° 49′ 58″ E | Caluire-et-Cuire    | ,                          |

### Stations à thème ou particulières
Les stations de la ligne C n'ont pas fait l'objet d'une décoration particulière. Mais l'histoire de la ligne et son équipement ont des répercussions sur plusieurs stations qui ont une configuration particulière.
Hôtel de Ville - Louis Pradel, bien qu'équipée de deux voies, a une organisation qui ne permet pas de les utiliser complètement en service commercial : la voie principale est desservie par un quai latéral destiné au départ des voyageurs vers Cuire et un quai central pour l'arrivée. Ce quai est jalonné de poteaux, dont certains empêchent l'utilisation de plusieurs portes de la rame. Ce quai dessert aussi une voie utilisée en garage ou en secours.
Croix-Paquet est caractérisée par sa pente rendant difficile l'accessibilité aux personnes en fauteuil et par sa situation à l'air libre en bordure de la place Croix-Paquet.
Cuire est au niveau du sol, ce qui la rend très proche dans son intégration dans l'environnement urbain et dans son accessibilité d'une station de tramway.

### Raccordement
La ligne C est exploitée avec des rames à roulement sur fer, alimentées par caténaire. Elle ne possède de ce fait aucun raccordement avec les trois autres lignes du réseau lyonnais.
Ceci implique que pour toute opération de maintenance ne pouvant être réalisée à Hénon, le transport doit être effectué sur remorque routière.

### Ateliers
Le matériel roulant est entretenu aux ateliers d'Hénon, situés dans le 4e arrondissement de Lyon. Ils ont été construits sur l'emplacement de l'ancienne gare de marchandises de la Croix-Rousse sur la ligne de Lyon-Croix-Rousse à Trévoux.

### Plan de voies
La ligne est à voie double, à l'exception des 385 derniers mètres côté Cuire, établis en voie unique. Les communications entre les deux voies sont assez nombreuses : en avant-gare Hôtel de Ville (le terminus est effectué en station, il n'y a pas d'arrière-gare), à l'ouest de Croix-Rousse, et au nord d'Hénon.

## Exploitation
Le temps de parcours total est de neuf minutes entre terminus. La fréquence est d'une rame toutes les cinq minutes trente secondes en heures de pointe, et de sept minutes trente secondes en heures creuses ; la vitesse commerciale est de 16,6 km/h. Quatre trains circulent simultanément en heures de pointe. La première circulation quitte Hénon à 4 h 51, le dernier train à 0 h 25.
Les deux voies sont banalisées entre les stations Hôtel de Ville - Louis Pradel et Croix-Rousse et équipées d'une crémaillère. Elles permettent une exploitation comme simple navette avec une circulation aller-retour sur la même voie. Le terminus de Cuire est atteint par une voie unique. Le PCC, commun aux quatre lignes, se situe en souterrain, à côté de la station Part-Dieu.

### Matériel roulant

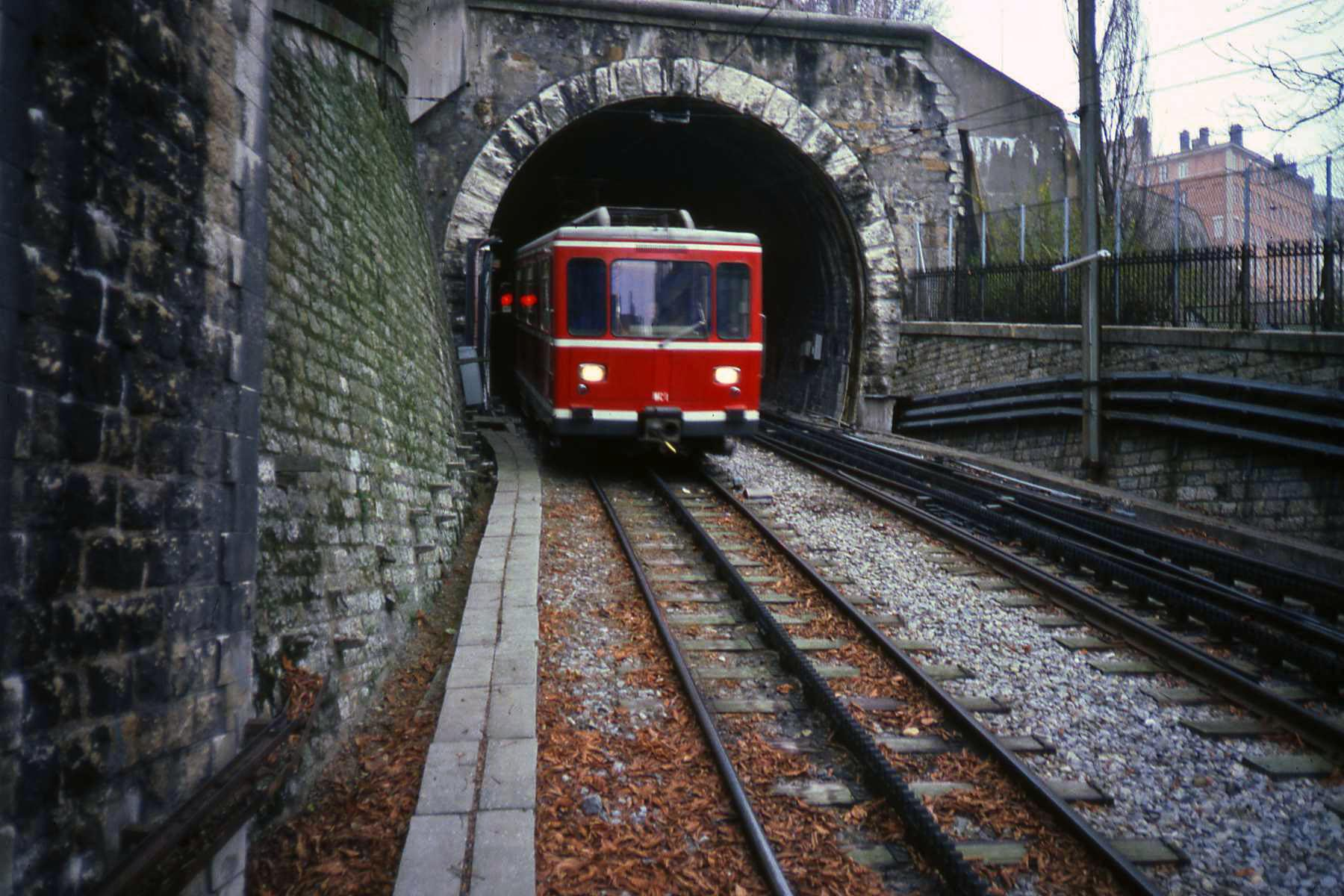
Premier matériel à crémaillère employé.

Schéma du premier matériel roulant de la ligne.

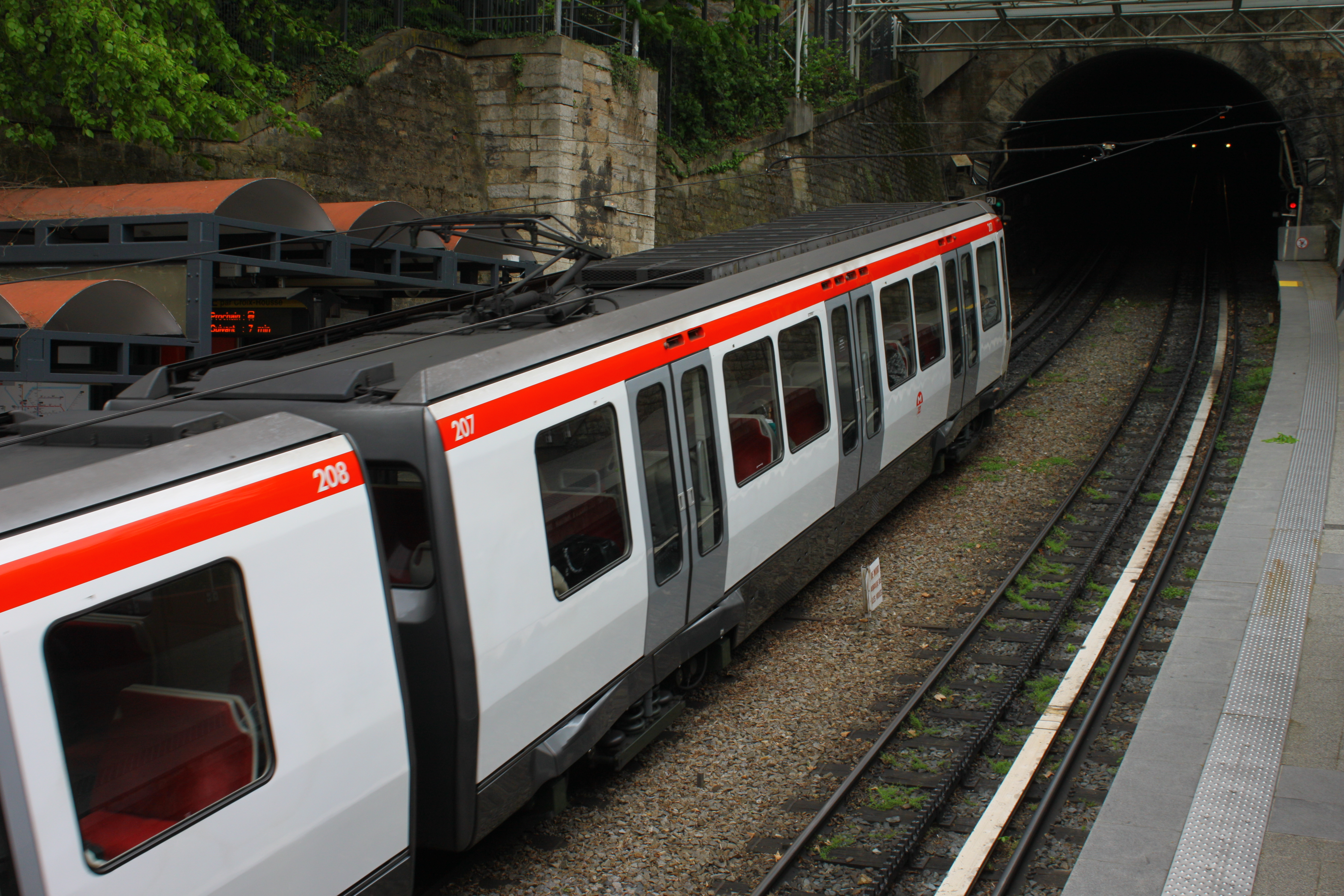
Rame MCL 80 à la station Croix-Paquet.

Le premier matériel roulant de la ligne consistait en deux automotrices construites sur mesure par SLM et Brown-Boveri et livrées en 1974. Immatriculées MC1 et MC2, ces engins portant la livrée historique lyonnaise rouge à bande blanche (comme encore de nos jours le funiculaire de Fourvière), circulaient généralement en solo, bien qu'étant aptes à la circulation en unité multiple (UM). Elles ont été rejointes par une troisième, MC3, pour le prolongement de 1978 à Hôtel de Ville. Contrairement à ses sœurs, MC3 ne pouvait rouler en UM.
Lors du prolongement à Cuire de 1984, le parc a dû être agrandi, et la capacité des rames augmentée. De nouvelles rames étant nécessaires, et pour que le parc soit homogène, les anciennes automotrices MC, âgées de dix ans seulement, ont été retirées du service. Elles ont ensuite été garées aux ateliers de la Poudrette des lignes A et B, puis à partir de 2007 aux ateliers de Meyzieu du tramway T3. L'une d'entre elles, la MC3, est préservée à la Cité du train de Mulhouse depuis février 2016.
Le service est assuré depuis 1984 par un parc de cinq rames MCL 80 (Métro Crémaillère Lyon année 1980) composées de deux motrices (M+M) et d'une capacité de 252 places, construites par Alstom Vevey et immatriculées 201/202 à 209/210.
Ces cinq rames ont bénéficié, à l'instar des rames des lignes A et B, d'une rénovation à mi-vie entre 2005 et janvier 2008, comprenant la révision technique et une remise à niveau « commerciale » : application de la nouvelle livrée blanche avec bande rouge en haut de caisse et portes grises, et reprise des aménagements intérieurs, avec nouveaux sièges et nouvelles couleurs. Cette modernisation a été réalisée par l'entreprise Safra à Albi ; le transport des motrices a dû être effectuée par remorques routières.

### Ateliers de maintenance
Les rames sont remisées et entretenues aux ateliers d'Hénon (Unité de Transport Métro C) situés sur le Boulevard des Canuts dans le 4e arrondissement.

### La ligne à crémaillère

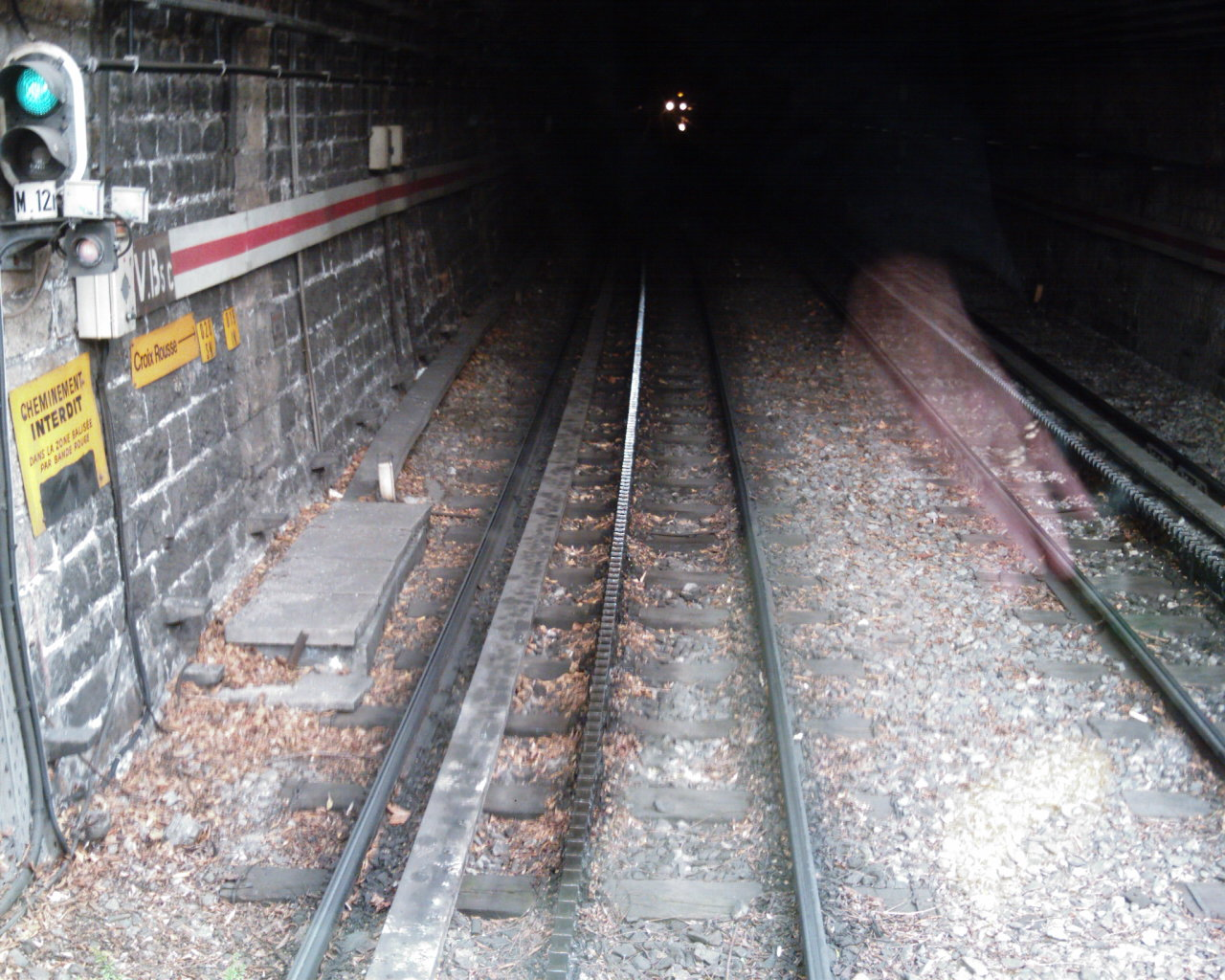
Crémaillère équipant la ligne entre les stations Hôtel de Ville - Louis Pradel et Croix-Rousse.

La crémaillère est installée sur 936 mètres de ligne. Cette particularité unique pour un métro implique quelques contraintes pour l'exploitation, notamment des vitesses réduites : 35 km/h techniques, limitée à 21 km/h en montée et seulement 17 km/h en descente.
La ligne n'étant que partiellement équipée de crémaillère, un système pour la quitter ou l'enclencher a été mis en œuvre à la sortie de la station Croix-Rousse : il est constitué d'une partie mobile de crémaillère, articulée autour d'un axe horizontal, qui s'abaisse au passage de la roue crantée quand elle s'engage. La manœuvre se fait à vitesse réduite : 7 km/h.

### Le personnel d'exploitation

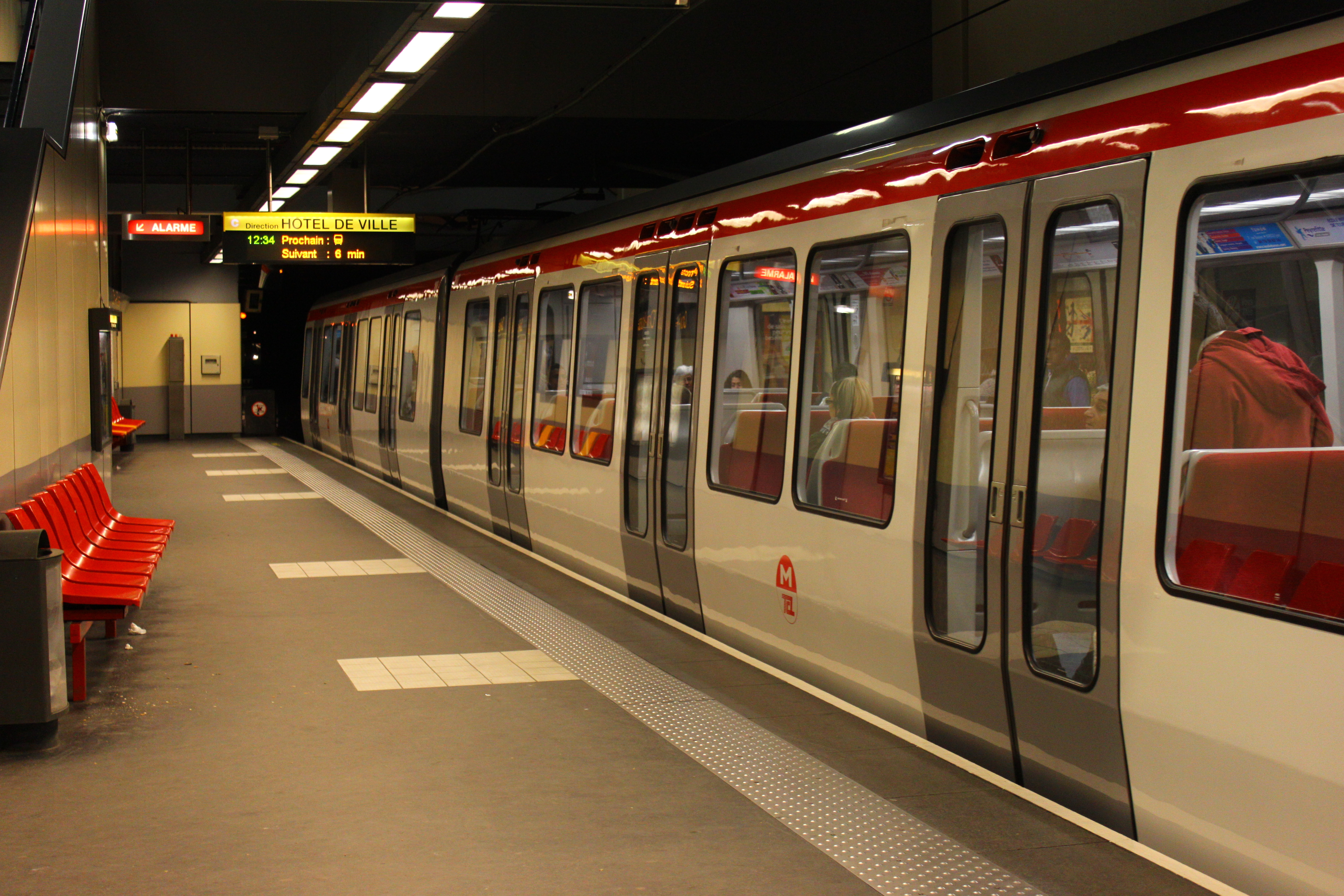
Rame MCL 80 rénovée à Croix-Rousse

L'unité se compose d'un coordinateur, d'un chef de groupe pour une vingtaine de conducteurs, d'un responsable ordonnancement, d'une secrétaire, d'une dizaine de techniciens et d'une dizaine d'agents de ligne qui opèrent par roulement (deux le matin, deux l'après midi et deux la nuit).

### Propriété, financement et tarification
L'infrastructure et le matériel roulant sont propriété de SYTRAL Mobilités, autorité organisatrice des mobilités des territoires lyonnais, qui en a confié l'exploitation et l'entretien dans le cadre d'une délégation de service public à la société Keolis Lyon, filiale du groupe Keolis. SYTRAL Mobilités définit les conditions générales d'exploitation ainsi que la durée et la fréquence des services.
La tarification de base est identique sur tout le réseau et accessible avec les mêmes abonnements. Un ticket à l'unité permet un trajet simple quelle que soit la distance avec une ou plusieurs correspondances possibles avec les autres lignes de métro, funiculaire, tramway et bus dans la limite d'une heure. Si les deux lignes de funiculaire sont accessibles avec l'ensemble des tickets et abonnements du réseau TCL, un aller-retour sur une de ces deux lignes est aussi possible avec un ticket dédié dont le tarif est légèrement plus avantageux que l'achat de deux tickets à l'unité mais sans permettre de correspondances.

### Trafic
La ligne C avait une fréquentation moyenne par jour ouvrable de 33 000 voyageurs en octobre 2006. Début 2009, elle a une fréquentation moyenne de 33 466 voyageurs par jour. En 2022, la fréquentation moyenne est de 36 000 voyageurs par jour.
- Fréquence en heure de pointe : 5 min 30 s
- Fréquence en heure creuse : 7 min 30 s
- Fréquence en heures de nuit : 10-11 min

## L'avenir de la ligne

### Un prolongement au nord?

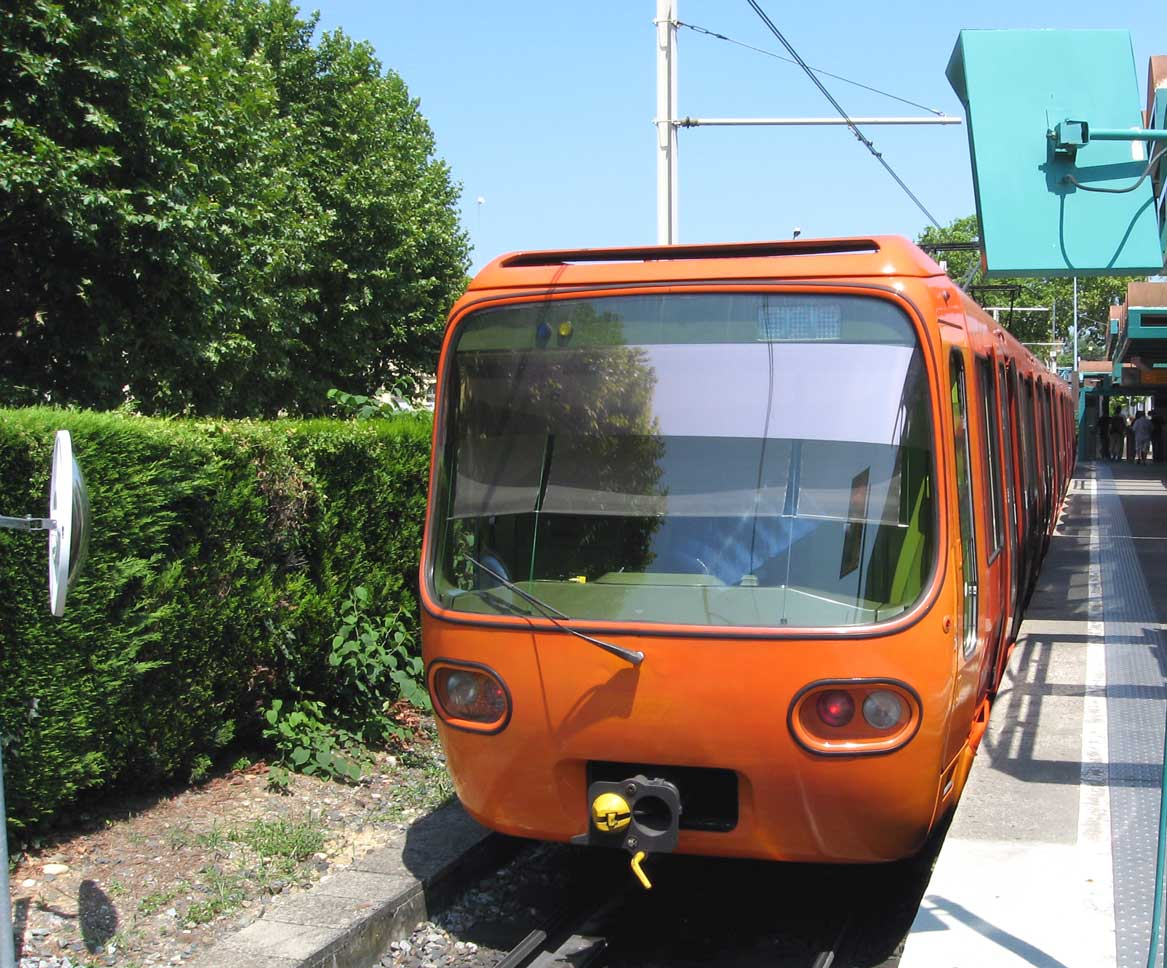
Détail d'une rame MCL 80 dans sa livrée d'origine à Cuire.

L'idée du prolongement au nord semble avoir toujours fait partie de l'histoire de la ligne C sans jamais aboutir : la plate-forme de l'ancienne voie ferrée pourrait offrir une possibilité de tracé relativement facile et économique jusqu'à la gare de Sathonay - Rillieux. La SEMALY a réalisé en 1975 une étude de prolongement en direction de la ville de Rillieux-la-Pape, sur laquelle  avait été réservée l'emprise pour un tracé en surface. L'idée est proposée à nouveau en 2019 avec un prolongement le long de la voie de la Dombes jusqu'à la gare de Sathonay - Rillieux et un parking-relais au niveau de l'autoroute A46.
Cette solution est actuellement écartée par le SYTRAL au profit de la ligne forte C1  qui effectue le trajet entre Cuire et la Montée des Soldats (puis se dirige vers la Part-Dieu) et la ligne forte C2 qui effectue le trajet entre la Montée des Soldats et Rillieux-la-Pape. Ces deux lignes sont équipées de trolleybus articulés et bénéficient partiellement de sites propres.

### Plus généralement…
La ligne C est limitée par deux contraintes techniques : sa capacité relativement faible et la crémaillère.
La capacité est essentiellement limitée aux deux terminus et par le parc de matériel roulant. Si le problème de Cuire peut être amélioré sans trop de difficultés en prolongeant la deuxième voie, la configuration de la station Hôtel de Ville, en particulier les quais étroits, peut très difficilement être améliorée sans travaux de génie civil très coûteux.
La deuxième contrainte est la crémaillère : la nécessité d'un matériel adapté limite le nombre de constructeurs pour le matériel roulant, que ce soit pour une extension du parc dû à un prolongement, ou au renouvellement aux environs de 2035 des cinq rames MCL 80.

### Avenir de la ligne C: Modernisation ou reconstruction de la ligne
L'obsolescence des équipements de la ligne C d'ici 2035 rend nécessaire une modernisation de la ligne ainsi que le remplacement de ses rames MCL 80 après 50 ans de service.
Divers scénarios ont été envisagés pour l'avenir de la ligne C, allant de la modernisation et rénovation de la ligne jusqu'à une reconstruction totale de la ligne pour la transformer en métro classique sans crémaillère. Une reconstruction complète de la ligne coûterait environ 900M€.
Le 28 juin 2023, dans le cadre d'un vaste plan d'investissement de 1,7 milliard d'euros pour moderniser et renforcer le métro lyonnais, SYTRAL Mobilités annonce un investissement de 239 millions d'euros sur la ligne C. Cet investissement vise à remplacer les automates de conduite vieillissants, à renouveler et renforcer le matériel roulant de la ligne avec le remplacement des cinq rames MCL 80 par sept à neuf nouvelles rames MCL NG, ainsi qu'à construire une deuxième voie sur le seul tronçon à voie unique de la ligne entre les stations Hénon et Cuire.

## Tourisme

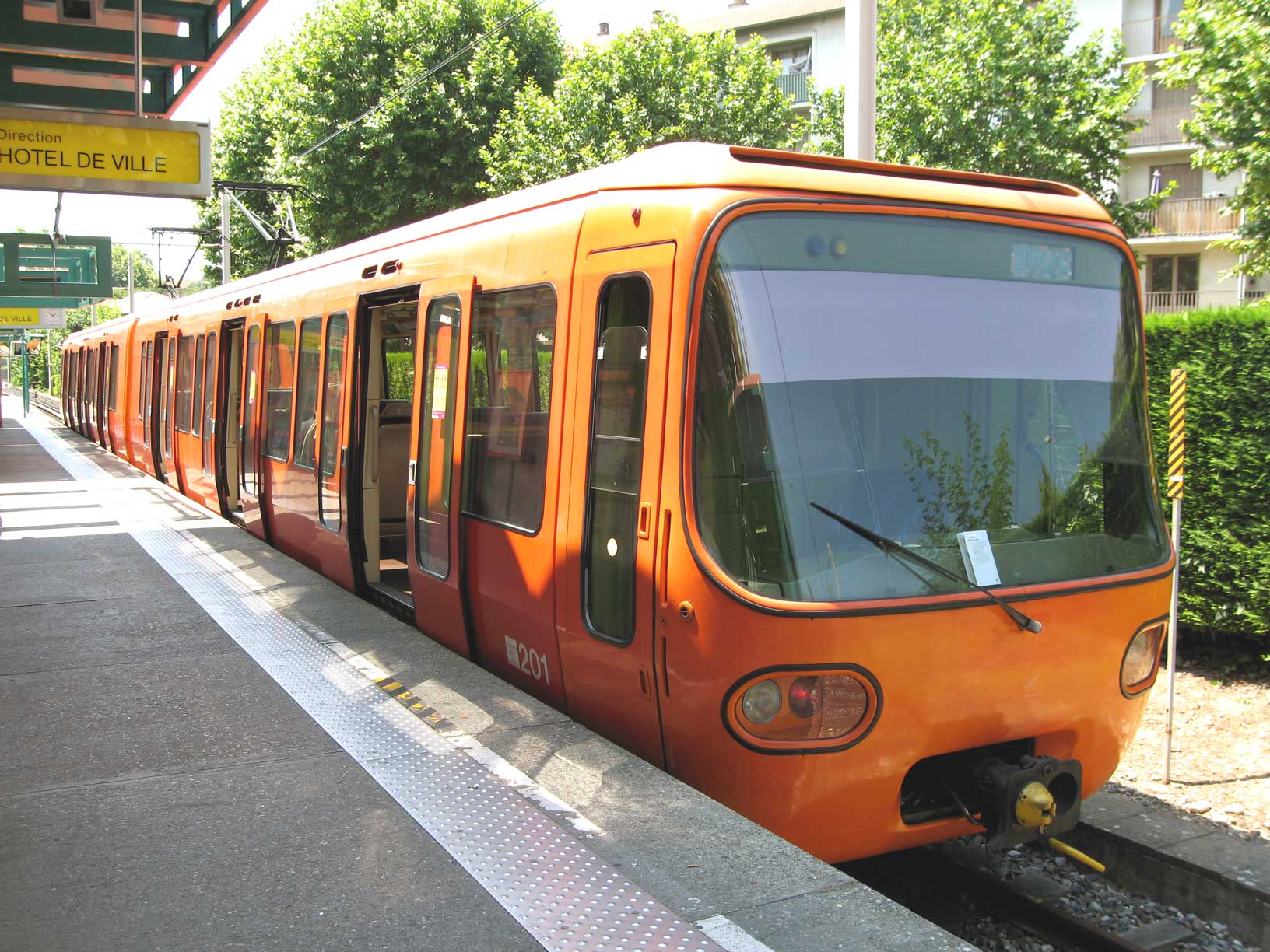
Rame MCL 80 en livrée d'origine au terminus Cuire.

La ligne C n'a une vocation touristique que sur sa première section jusqu'à Croix-Rousse.
Partant du nord de la Presqu'île, près de l'hôtel de ville, de l'opéra, de la place des Terreaux et du palais Saint-Pierre, la ligne dessert par ses trois premières stations (Hôtel de Ville, Croix-Paquet et Croix-Rousse) tout l'est du quartier des Pentes de la Croix-Rousse, avec ses rues en pente, les montées, et les fameuses traboules.
La ligne dessert aussi la place de la Croix-Rousse, point central d'un quartier qui a conservé une vie proche de celle d'un village, avec le Gros Caillou et la Vogue des marrons.
À proximité de la station Hénon, sur le boulevard des Canuts, se trouve le Mur des Canuts, une fresque murale sur un mur de plus de 1 200 m2.